# TÜV Rheinland

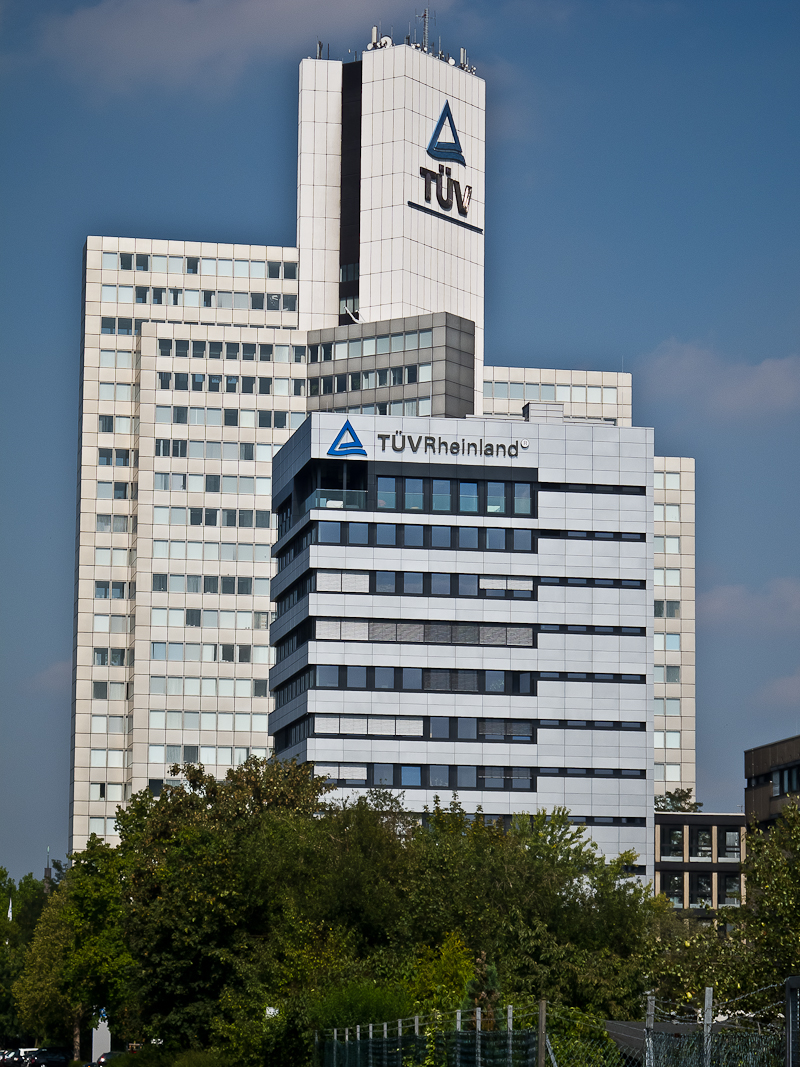
Hoofdkwartier in Keulen

TÜV Rheinland is een bedrijf dat zijn hoofdvestiging in Duitsland heeft. Het bedrijf richt zich op certificering, inspectie en veiligheid en is actief in de technieksector. Het werd opgericht in 1872 en heeft zijn hoofdvestiging in Keulen. 

## Achtergrond
De eerste naam voor het bedrijf was Dampfkessel-Überwachungs-Vereine (DÜV) in 1872. Het was een groep ondernemers die als 'Stoomketelinspectieberijf' de handen ineen sloegen. Het bedrijf kreeg van de overheid toestemming voor inspecties van met name stoomketels en werd vanaf 1872 door de overheid aangewezen om dergelijke inspecties ook bij derden te verrichten. 
Vanaf 1900 inspecteerde DÜV de eerste automobielen op stoom. Ook gaf DÜV rijbewijzen uit. Vanaf 1918 kwamen daar inspecties voor veiligheid in de mijn- en energiesector bij. In 1936 werd de naam veranderd in TÜV (Technische Überwachungsvereine). 
In 1962 werd de tak TÜV Keulen omgedoopt tot TÜV Rheinland e.V.; er waren op dat moment zo'n 600 medewerkers in dienst. 
In 1978 breidde de organisatie zich uit naar Azië. Er kwam een kantoor in Tokio, gevolgd door de Verenigde Staten (1980), Taiwan (1986), Hongkong (1988) en Shanghai (1989). In 1995 kwam er een auto-inspectiebedrijf in Argentinië bij. 
De periode daarna kenmerkte zich door fusies en het opkopen van andere bedrijven, en de naam werd officieel TÜV Rheinland Group. 
Het bedrijf controleert op de naleving van technische eisen en wettelijke normen bij technische producten en ondersteunt de ontwikkeling van nieuwe technologieën die gericht zijn op mens en milieu. Het driehoekige logo staat voor de drie belangrijkste aspecten waar het bedrijf zich mee bezighoudt: mens, technologie en milieu.
Het bedrijf is tegenwoordig wereldwijd actief met dienstverlening in 42 bedrijfstakken. Bij de TÜV Rheinland Group werken wereldwijd 19.000 mensen op 500 locaties in 69 landen. De jaarlijkse omzet bedraagt anno 2014 € 1,731 miljard.